# جوليا غلوشكو
جوليا غلوشكو (بالعبرية: יוליה גלושקו‏) مواليد 1990 في أوبلاست دونيتسك، أوكرانيا، هي لاعبة كرة مضرب إسرائيلية وتحتل حالياً المرتبة 126 (07 مارس 2016) في تصنيف رابطة محترفات كرة المضرب. أعلى تصنيف لها كان 79.

## الخط الزمني للفردي
مفتاح
| ف | ن | ن.ن | ر.ن | د# | د.م | ل | أ.أ | ت | غ | ب | ف | ذ | م.خ | ل.ت |

(ف) فاز بالبطولة (ن) وصل النهائي (ن.ن) نصف النهائي (ر.ن) ربع النهائي (د#) الأدوار الأربعة الأولى (د.م) دور المجموعات (ل) شارك في كأس ديفيز (أ.أ) خرج من الأدوار الاولى (ت) خسر التصفيات التأهيلية (غ) غاب عن الحدث أو البطولة (ب) حصل على ميدالية برونزية (ف) حصل على ميدالية فضية (ذ) حصل على ميدالية ذهبية (م.خ) بطولة الماسترز خُفضت إلى مرتبة أقل (ل.ت) البطولة لم تعقد في السنة المعينة.
لتجنب الارتباك وازدواجية الحساب، يتم تحديث هذه المعلومات إما في نهاية البطولة، أو عندما تكون مشاركة اللاعب في البطولة قد انتهت.
| دورات الجراند سلام |    |    |    |    |    |     |
| أستراليا المفتوحة  | ت2 | ت2 | ت2 | د1 | ت2 | 0–1 |
| فرنسا المفتوحة     | ت1 | غ  | د1 | د3 | ت1 | 2–1 |
| بطولة ويمبلدون     | ت1 | غ  | ت3 | د1 | ت1 | 0–1 |
| أمريكا المفتوحة    | ت3 | د1 | د3 | د1 | ت2 | 2–2 |

## روابط خارجية
- جوليا غلوشكو على موقع رابطة محترفات التنس (الإنجليزية)
- جوليا غلوشكو على موقع الاتحاد الدولي لكرة المضرب (الإنجليزية)
- جوليا غلوشكو على موقع كأس بيلي جين كينغ (الإنجليزية)
- جوليا غلوشكو على موقع خلاصة التنس.كوم (الإنجليزية)
- جوليا غلوشكو على موقع إي إس بي إن.كوم (الإنجليزية)